# Jarvis (eiland)
Jarvis is een Oceanisch atol in de zuidelijke Stille Oceaan, onderdeel van de regio Polynesië. Staatkundig gezien maakt het atol deel uit van de Verenigde Staten waar het een onderdeel is van de kleine afgelegen eilanden van de Verenigde Staten.
Het atol maakt deel uit van de Line-eilanden waartoe ook de andere Amerikaanse territoria Kingmanrif en de Palmyra-atol behoren. De rest van de Line-eilanden behoren tot het zuidelijker gelegen Kiribati.
Ten noorden van Jarvis liggen het Kingman-rif en de Palmyra-atol, naar het oosten de overige Line-eilanden (= Kiribati). Naar het zuiden liggen de Cookeilanden die tot Nieuw-Zeeland behoren en naar het westen de Phoenixeilanden die dan weer tot Kiribati behoren.

## Geschiedenis
Het atol werd ontdekt door de Britten in 1821, geannexeerd door de VS in 1858 en verlaten in 1879 nadat tonnen guano van het eiland waren weggevoerd. De Britten hebben het eiland tijdelijk geannexeerd in 1889, maar hebben verder niets met het eiland gedaan.
De VS heeft toen het eiland weer bevolkt en opnieuw geclaimd in 1935. Na de Tweede Wereldoorlog is het eiland verlaten. Doch tot op de dag van vandaag staat er op het eiland een modern weerstation dat zo nu en dan (met speciale toestemming van de VS) bevolkt wordt door wetenschappers en onderzoekers. 